# The Square (Castlebay)

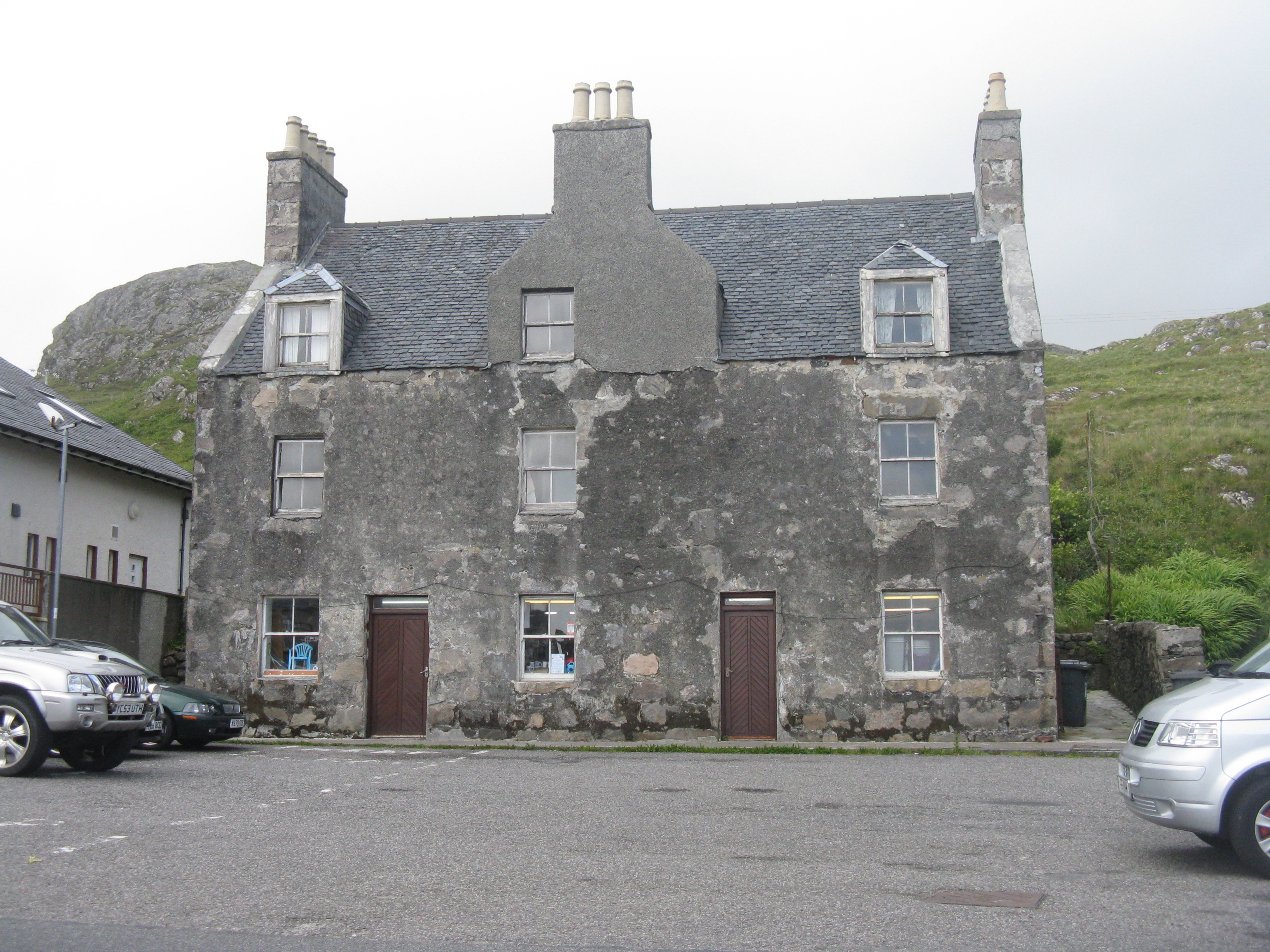
The Square

The Square ist ein Wohngebäude auf der schottischen Hebrideninsel Barra. 1971 wurde The Square in die schottischen Denkmallisten in der Kategorie B aufgenommen. 2015 wurde The Square in das Register gefährdeter denkmalgeschützter Bauwerke in Schottland aufgenommen. Sein Zustand wurde als schlecht bei gleichzeitig moderater Gefährdung eingestuft.

## Beschreibung
Das Gebäude liegt im Stadtzentrum von Castlebay, dem Hauptort der Insel, gegenüber der Einmündung an der Pier Road an der A888. Das exakte Baudatum des Gebäudes ist nicht bekannt, man geht jedoch davon aus, dass es aus dem frühen 19. Jahrhundert stammt. Die Front weist in südlicher Richtung über die Bucht von Castlebay und Kisimul Castle. Es handelt sich um ein zweistöckiges Bauwerk mit zwei Eingangstüren, die ungefähr symmetrisch beidseitig der Mitte angeordnet sind. Entlang der Front sind drei Fenster je Stockwerk zu finden, wobei die beiden mittleren Fenster links der Gebäudemitte angeordnet sind. Die Fassaden sind mit Harl verputzt. Das Gebäude schließt mit einem schiefergedeckten Satteldach mit Schornsteinen an den Giebelflächen ab. Das ausgebaute Dachgeschoss verfügt über zwei Walmdachgauben. Rückseitig sind zwei weitere Türen zu finden, die über eine Treppe zugänglich sind.